# 2시폭탄
2시폭탄은 iTV 경인방송의 라디오 채널 iTV iFM에서 방송했던 라디오 프로그램이다.

## 역사
2003년 6월 30일 iTV iFM 개국과 함께 첫방송을 시작했으며, 원래는 평일 방송이었으나, 2004년 7월 5일부터 매일 방송으로 확대되었고, 이후 2004년 12월 30일 iTV iFM 잠정 폐국으로 인해 잠정적으로 폐지됐다가, 2005년 3월 1일 iTV iFM 방송 재개와 함께 다시 부활했으나, 2005년 11월 6일 방송을 마지막으로 "2시폭탄"은 완전히 2년만에 폐지되었다.

## 역대 방송시간
| 방송 채널 | 방송 기간                         | 방송 시간                  |
| --------- | --------------------------------- | -------------------------- |
| iTV iFM   | 2003년 6월 30일 ~ 2004년 7월 2일  | 평일 오후 2:00 ~ 오후 4:00 |
| iTV iFM   | 2004년 7월 5일 ~ 2004년 12월 30일 | 매일 오후 2:00 ~ 오후 4:00 |
| iTV iFM   | 2005년 3월 1일 ~ 2005년 11월 6일  | 매일 오후 2:00 ~ 오후 4:00 |

## 역대 DJ

### 1기
- 2003년 6월 30일 ~ 2004년 12월 30일 : 박철

### 2기
- 2005년 3월 1일 ~ 2005년 7월 31일 : 박철
- 2005년 8월 1일 ~ 2005년 11월 6일 : 아우라, 문영민

## 논란
초대 DJ인 박철이 진행할 무렵 청취자에 대한 예의를 지키지 않은 데다가 바른 언어생활을 저해한 것이 빌미가 된 점과 2004년 11월 8일 방송에서 협찬 상품을 노골적으로 부각하여 간접 광고를 한 데다가 "배가 고파서 문소영(당시 2시폭탄 작가)이라도 뜯어먹고 싶을 판이에요."라는 말로 방송의 품위를 손상시켰다는 지적을 사 방송위원회(이하 방송위)로부터 시청자에 대한 사과와 해당 프로그램의 관계자에 대한 징계 조치를 받았다.